# Ku Klux Klan
Ku Klux Klan este numele sub care sunt cunoscute mai multe organizații rasiste extremiste, dintre care prima a apărut după Războiul Civil American în 1865 în statul Tennessee (SUA). Membrii acestor organizații susțin superioritatea rasei albe și își exprimă adesea cu violență atitudinea de antisemitism, anti-catolicism, homofobie etc.

Simbolul KKK

Denumirea vine probabil din cuvântul grecesc kyklos, însemnând cerc, și cuvântul clan.
Scopurile inițiale ale organizației erau aparent nobile: "protejarea celor nevinovați și neajutorați" și "ajutorarea celor oprimați". Două elemente au fost încă de la început îngrijorătoare: organizația se autointitula "Statul Invizibil", Ku Klux Klan-ul îi considera pe albi superiori populației de culoare. Din cauza acestei adversități fața de negri, organizația nu s-a putut împăca cu faptul că după Războiul de Secesiune, foștii sclavi obținuseră drepturi egale cu populația albă. Prin urmare membrii Ku Klux Klan-ului au trecut la invadarea satelor și orașelor, torturând și ucigând fără a suferi vreo pedeapsă. Oficial organizația s-a dizolvat în 1869, dar diferite grupări locale au continuat să terorizeze populația de culoare.
Ku Klux Klan-ul a existat în trei epoci distincte. Fiecare a susținut poziții reacționare extremiste, cum ar fi naționalismul alb, anti-imigrația și, mai ales în iterațiile ulterioare, nordicismul, antisemitismul, anti-catolicismul, prohibiția, populismul de dreapta, anticomunismul, homofobia, anti-ateism,  islamofobie și antiprogresism. Primul Ku Klux Klan a folosit terorismul – atât atac fizic, cât și crimă – împotriva oamenilor de culoare activi din punct de vedere politic și a aliaților acestora din sudul Statelor Unite la sfârșitul anilor 1860. Al treilea Klux Klan a folosit crime și bombardamente de la sfârșitul anilor 1940 până la începutul anilor 1960 pentru a-și atinge obiectivele. Toate cele trei mișcări au cerut „purificarea” societății americane și toate sunt considerate organizații extremiste de extremă dreaptă.  În fiecare epocă, calitatea de membru era secretă și estimările totalului au fost extrem de exagerate atât de prieteni, cât și de inamici.
Primul Ku Klux Klan a fost înființat în urma războiului civil american și a fost o organizație definitorie a erei Reconstrucției. Organizat în numeroase capitole din sudul Statelor Unite, forțele de ordine federale au suprimat-o în jurul anului 1871. A căutat să răstoarne guvernele statelor republicane din sud, în special prin utilizarea intimidării alegătorilor și a violenței vizate împotriva liderilor afro-americani. Fiecare capitol a fost autonom și extrem de secret în ceea ce privește apartenența și planurile. Membrii și-au făcut propriile costume, adesea colorate: halate, măști și pălării conice , concepute pentru a fi terifiante și pentru a-și ascunde identitatea. 
Al doilea Ku Klux Klan a început în 1915 ca un grup mic în Georgia . A crescut după 1920 și a înflorit la nivel național la începutul și mijlocul anilor 1920, inclusiv în zonele urbane din Vestul Mijlociu și Vest . Inspirându-se din filmul mut din 1915 al lui DW Griffith , The Birth of a Nation, care a mitologizat întemeierea primului Ku Klux Klan, a folosit tehnici de marketing și o structură populară de organizare fraternă . Înrădăcinată în comunitățile protestante locale , a căutat să mențină supremația albă , deseori a luat o educație publică pro-Prohibiție și pro-obligatorie și s-a opus evreilor, subliniind în același timp opoziția față de presupusa putere politică a papei și a Bisericii Catolice. Acest al doilea Ku Klux Klan a înflorit atât în statele din sud, cât și în cele din nord; a fost finanțat din taxe de inițiere și vânzând membrilor săi un costum alb standard. Capitolele nu aveau cotizații. A folosit metode care erau similare cu cele folosite de primul Ku Klux Klan, adăugând în același timp arderi în cruce și parade în masă pentru a-i intimida pe alții. A scăzut rapid în a doua jumătate a anilor 1920.
În 1915 Ku Klux Klan-ul a fost reactivat în Georgia. De această dată, victimele terorii organizației erau toți cei bănuiți de liberalism, ei primind un avertisment sub forma unei cruci în flăcări. A doua dizolvare a avut loc în 1944.
Deși în SUA populația începuse să uite de Ku Klux Klan, la mijlocul anilor '90 organizația s-a reactivat, incendiind bisericile populației de culoare, dar acțiunile sale au avut doar un caracter local.